# Kammertenberg
Der Kammertenberg ist eine durch Talmäandrierung herauspräparierte Erhebung im Tal der dem Neckar zufließenden Enz zwischen den Stadtteilen von Mühlacker Mühlhausen und Lomersheim. Er erstreckt sich mit einer Länge von etwa 1,5 Kilometer von Nord nach Süd und erscheint aus der Talperspektive von Lomersheim her als Tafelberg mit westexponiertem Steilhang und spärlicher, mediterran anmutender Vegetation. Geologisch besteht er aus Schichten des oberen Muschelkalks und des unteren Keupers mit geringem Schichtfallen nach Norden.
Seine höchste Erhebung erreicht 285,3 Meter über dem Meeresspiegel. Seine Oberkante liegt damit etwa 60 Meter über dem Flussbett der Enz. Neben einem aufgelassenen Steinbruch im oberen Muschelkalk entstand vermutlich aufgrund von Entlastungsdehnungsklüftung und Salz- oder Gipsauslaugungen 1955 schlagartig ein tiefes Dolinen-Loch, das an der Oberfläche einen Durchmesser von etwa 1,5 Meter aufweist und an Frosttagen aus der Tiefe dampft. Oberhalb des nördlichen Drittels des dort teilweise landwirtschaftlich genutzten Westhangs bestand bis in die erste Hälfte des 20. Jahrhunderts ein Steinbruch im unteren Keuper, der möglicherweise auch zur Gewinnung von Lettenkohle genutzt wurde. Er war bis in die 1930er-Jahre zum Wohnplatz einer Roma-Sippe geworden, weshalb die an der Käsberg-Straße entspringende Quelle die Zigeunerquelle genannt wurde. In den 1940er-Jahren wurde dort die Lomersheimer Müllkippe eingerichtet, die bis in die Mitte der 1970er-Jahre betrieben wurde. Danach wurde auf der überdeckten Kippe ein Kompostierversuchsplatz eingerichtet und bis heute wird auf der nun erhöhten Ebene ein öffentlicher Häcksel- und Kompostierplatz betrieben.
Am steilen Westhang ist die Vegetation aufgrund geringer Bodenbildung, edaphischer Trockenheit und wegen des bis in die 1950er-Jahre üblich gewesenen Abflammens in einem Sukzessionsstadium mit Kiefern und offenen Heideflächen, auf denen u. a. die Küchenschelle (Pulsatilla vulgaris) und vereinzelt Orchideen wachsen. Das Gebiet ist seit 2012 als Naturschutzgebiet Kammertenberg mit einer Größe von 17,5 ha ausgewiesen.